# Zażartka mrówkowata
Zażartka mrówkowata (Himacerus mirmicoides) – gatunek pluskwiaka z podrzędu różnoskrzydłych, rodziny zażartkowatych i podrodziny Nabinae. Zamieszkuje Europę, Afrykę Północną oraz zachodnią część Azji.

## Taksonomia
Gatunek ten opisał w 1834 roku Oronzio Gabriele Costa pod nazwą Nabis mirmicoides, przy czym oryginalnego opisu dokonano w oparciu o stadium larwalne. Jako miejsce typowe wskazano południowe Włochy. Takson ten stanowi gatunek typowy podrodzaju Himacerus (Aptus), niekiedy klasyfikowanego jako odrębny rodzaj.

## Morfologia
Pluskwiak o ciele długości od 6,5 do 9 mm i dominującej barwie żółtobrunatnej lub rudobrunatnej. Głowa ma oczy osadzone w wyraźnym oddaleniu od przedniej krawędzi tułowia, a skronie niemal równoległe. Czułki są krótsze od ciała, o pierwszym członie krótszym od głowy, a drugim krótszym od przedtułowia. Przedplecze jest rudobrązowe z wyraźnie ciemniejszymi przednimi odcinkami boków. Półpokrywy bywają w różnym stopniu skrócone, rzadko spotyka się formy długoskrzydłe. Zakrywka jest biało i brunatnie nakrapiana. Odnóża są żółtawe, przy czym uda mają dwie lub trzy ciemne obrączki i czarne kreski podłużne, przednie i środkowe golenie trzy ciemne obrączki, a golenie tylne tylko dwie takie obrączki. Owalnego zarysu odwłok ma brunatne do czarnych tergity, każdy z parą podłużnych plamek żółtawej barwy w przednich kątach. Listewki brzeżne ma uniesione ku górze, niewydzielone od spodu bruzdą. Przy bocznych brzegach sternitów leży szereg błyszczących kropek.
Larwy są lśniąco czarne z białymi kropkami na bocznych krawędziach pierwszego i drugiego segmentu odwłoka. Wczesne stadia wykazują myrmekomorfię względem mrówek z rodzaju Lasius.

## Ekologia i występowanie
Owad ten zasiedla łąki, polany, zarośla i przydroża. Jest mezofilem związanym ze zbiorowiskami roślin zielnych lub zielnych i drzewiastych. Bytuje od powierzchni gleby po wierzchołki drzew. 
Jest polifagicznym drapieżnikiem żerującym na jajach, larwach i postaciach dorosłych owadów.
Osobniki dorosłe spotyka się od marca do października, czasem z wyjątkiem czerwca lub lipca, larwy zaś od maja do sierpnia. Stadium zimującym jest postać dorosła.
Gatunek palearktyczny należący do kaspijsko-atlantyckiego elementu faunistycznego. W Europie znany jest z Portugalii, Hiszpanii, Andory, Irlandii, Wielkiej Brytanii, Francji, Belgii, Holandii, Luksemburga, Niemiec, Szwajcarii, Liechtensteinu, Austrii, Włoch, Danii, Polski, Czech, Słowacji, Węgier, Białorusi, Ukrainy, Mołdawii, Rumunii, Bułgarii, Słowenii, Chorwacji, Bośni i Hercegowiny, Serbii, Czarnogóry, Kosowa, Macedonii Północnej, Grecji oraz europejskiej części Rosji. W Afryce Północnej wykazany został z Wysp Kanaryjskich, Maroka, Algierii i Tunezji. W Azji podawany jest z Cypru, Turcji, Libanu, Syrii, Gruzji, Armenii, Azerbejdżanu i Iranu.